# Llista de cascades de Catalunya
En la següent llista de cascades de Catalunya es mostren els salts d'aigua amb una altura superior a 15 metres més destacats de Catalunya.

## Llista
Catalunya té una gran quantitat de cascades gràcies al terreny accidentat que hi ha arreu del territori, però moltes són desconegudes per la seva mala accessibilitat o per la poca importància que tenen. La gran majoria d'aquestes estan situades al Pirineu i al Prepirineu. La més alta, també al Pirineu, és la segona més alta de la península Ibèrica. Els millors mesos per a veure una cascada són març, abril, maig, juny, setembre, octubre i novembre. Durant aquests mesos hi ha pluja o hi ha desglaç, per tant seran els mesos que més cabal portaran els rius.
| #  | Nom                                                                        | Altura (m)          | Localització                            | Imatge | Observacions | refs          |
| -- | -------------------------------------------------------------------------- | ------------------- | --------------------------------------- | ------ | --- | ------------- |
| 1  | La Sallent                                                                 | 220 (↑) m           | Caldes de Boí, Alta Ribagorça           |        | Cascada més alta de Catalunya i segona d'Espanya                                                                   |               |
| 2  | Salt del Boter                                                             | 215 m               | Oliana, Alt Urgell                      |        | Segona cascada més alta de Catalunya i quarta d'Espanya. Conjunt de salts de 20, 98 i 100 metres. Poca aigua o sec | [ 1 ]         |
| 3  | Cascada de Certascan                                                       | 160m                | Lladorre, Pallars Sobirà                |        | | [ 2 ]         |
| 4  | Cascada de Salvassa                                                        | 150 (↑) m           | Senet de Barravés, Alta Ribagorça       |        | Salt de 120 metres (Salt del Saltó)                                                                                | [ 3 ] [ 4 ]   |
| 5  | Cascada del Racó de la Gralla                                              | 150m                | Els Reguers, Baix Ebre                  |        | Conjunt de salts d'entre 25 i 40 metres                                                                            | [ 5 ]         |
| 6  | Cascada dels Estanys Gelats                                                | 140m                | Caldes de Boí, Alta Ribagorça           |        | |               |
| 7  | Salts de Gualba                                                            | 133m                | Gualba, Vallès Oriental                 |        | | [ 6 ]         |
| 8  | Cascada de Gerber o Salt de Comials                                        | 125m                | València d'Àneu, Pallars Sobirà         |        | Situada al final del Barranc de Gerber, al bosc del Gerdar a l'Alt Àneu                                            | [ 7 ]         |
| 9  | Cascada del Tenes                                                          | 120m                | Sant Feliu de Codines, Vallès Oriental  |        | Normalment amb poca aigua                                                                                          | [ 8 ]         |
| 10 | Salt del Sallent 42° 00′ 56″ N, 2° 28′ 24″ E / 42.015688°N,2.473422°E      | 115m                | Rupit, Osona                            |        | | [ 9 ]         |
| 11 | Cascada de l'estany de Besiberri                                           | 40m+30m+40m         | Vall de Barrabés, Alta Ribagorça        |        | |               |
| 12 | Salt de Sallent d'Olot                                                     | 105+30m             | Vall d'en Bas, Garrotxa                 |        | Normalment sense aigua                                                                                             | [ 10 ]        |
| 13 | Salt de la Coromina                                                        | 105m                | Falgars d'en Bas, Garrotxa              |        | Normalment amb poca aigua                                                                                          | [ 11 ]        |
| 14 | Salt de Tirabous                                                           | 100m                | Tavertet, Osona                         |        | Normalment sense aigua                                                                                             | [ 12 ]        |
| 15 | Salt de Cavorques                                                          | 85+30m              | Vall d'en Bas, Garrotxa                 |        | Normalment sense aigua                                                                                             | [ 13 ]        |
| 16 | Salt de Llubriqueto 42° 36′ N, 0° 48′ E / 42.6°N,0.8°E                     | 85m                 | La Vall de Boí, Alta Ribagorça          |        | |               |
| 17 | Cascada de Roia Mollàs                                                     | 80/85m              | Quanca, Pallars Sobirà                  |        | | [ 14 ]        |
| 18 | Cascada de Sartari                                                         | 80m                 | La Guingueta d'Àneu, Pallars Sobirà     |        | | [ 15 ]        |
| 19 | Sallent de Pibernat                                                        | 80m                 | Falgars d'en Bas, Garrotxa              |        | Normalment sense aigua                                                                                             | [ 16 ]        |
| 20 | Sallent de la Batllia                                                      | 80m                 | Falgars d'en Bas, Garrotxa              |        | Normalment sense aigua                                                                                             | [ 17 ]        |
| 21 | Salt de la Barra de Ferro                                                  | 80m                 | L'esquirol, Osona                       |        | Normalment sense o amb poca aigua                                                                                  | [ 18 ]        |
| 22 | Cascada de Restanca                                                        | 75m                 | Vall d'Aran                             |        | | [ 19 ]        |
| 23 | Salt del Molí Bernat                                                       | 74m                 | Tavertet, Osona                         |        | Normalment sense aigua                                                                                             | [ 20 ]        |
| 24 | Salt del Pardal                                                            | 70m                 | Vandellòs                               |        | | [ 21 ]        |
| 25 | Salt de Llòbrega 41° 42′ N, 2° 12′ E / 41.7°N,2.2°E                        | 65m                 | Bigues i Riells, Vallès Oriental        |        | Normalment amb poca aigua                                                                                          |               |
| 26 | Cascada de Sotllo                                                          | 60m                 | Alins, Pallars Sobirà                   |        | | [ 22 ]        |
| 27 | Cascada de Broate                                                          | 60m                 | Tavascan, Pallars Sobirà                |        | | [ 23 ]        |
| 28 | Salt del Fitó 42° 27′ 15″ N, 2° 52′ 46″ E / 42.454083°N,2.879503°E         | 60m                 | La Jonquera, Alt Empordà                |        | Cascada més alta del Pirineu oriental,                                                                             |               |
| 29 | Sallent de la cua d'Euga                                                   | 60m                 | Falgars d'en Bas, Garrotxa              |        | Normalment amb poca aigua                                                                                          | [ 24 ]        |
| 30 | Salt d'aigua del Tenes                                                     | 55m                 | Bigues i Riells, Vallès Oriental        |        | Normalment amb poca aigua                                                                                          |               |
| 31 | Sauth deth Pomèro                                                          | 55m                 | Es Bordès, Vall d'Aran                  |        | |               |
| 32 | Salt del Ferrassó                                                          | 55m                 | Horta de Sant Joan, Tarragona           |        | Normalment amb poca aigua                                                                                          | [ 25 ]        |
| 33 | Salt d'aigua del Torrent del Gat                                           | 50m                 | Bigues i Riells, Vallès Oriental        |        | Normalment amb poca aigua                                                                                          |               |
| 34 | Sallent de Bertrans                                                        | 50m+40m             | Falgars d'en Bas, Garrotxa              |        | Normalment sense o amb poca aigua                                                                                  |               |
| 35 | Cascada de Ratera                                                          | 50m                 | Espot, Pallars Sobirà                   |        | Salt d'aigua de 10 metres                                                                                          | [ 26 ]        |
| 36 | Cascada de Riumalo                                                         | 50m                 | Caldes de Boí, Alta Ribagorça           |        | | [ 27 ]        |
| 37 | Sallent de Grau                                                            | 48m+23m             | Falgars d'en Bas, Garrotxa              |        | Normalment sense o amb poca aigua                                                                                  | [ 28 ]        |
| 38 | Salt de Murcarols                                                          | 45m                 | Bagà, Berguedà                          |        | Normalment amb poca aigua                                                                                          | [ 29 ]        |
| 39 | Cascada de la Traba                                                        | 45m                 | La Seu d'Urgell, Alt Urgell             |        | |               |
| 40 | Salt de la Pixera                                                          | 40m                 | Capafonts, Baix Camp                    |        | Normalment sense aigua                                                                                             | [ 30 ]        |
| 41 | Boter de Santa Maria                                                       | 40m                 | Valldarques, Alt Urgell                 |        | | [ 31 ]        |
| 42 | Salt de les Conques                                                        | 40m                 | Osona                                   |        | | [ 32 ]        |
| 43 | Gorg Negre de Gualba                                                       | 40m                 | Gualba, Vallès Oriental                 |        | Normalment amb poca aigua                                                                                          | [ 33 ]        |
| 44 | Salt de Guanta                                                             | 40m                 | Sentmenat, Vallès Oriental              |        | | [ 34 ]        |
| 45 | Salt de Martís                                                             | 35/40m              | Fontcoberta, Pla de l'Estany            |        | | [ 35 ]        |
| 46 | Salt de Roca Gironella                                                     | 37m                 | Sant Quirze Safaja, Moianès             |        | Normalment sense o amb poca aigua                                                                                  | [ 36 ]        |
| 47 | Salt de Mir                                                                | 35m                 | Santa Maria de Besora, Osona            |        | | [ 37 ]        |
| 48 | Fonts del Llobregat                                                        | 35m                 | Castellar de n'Hug, Berguedà            |        | |               |
| 49 | Salt del Sallent                                                           | 35m                 | L'Espunyola, Berguedà                   |        | Normalment sense o amb poca aigua                                                                                  | [ 38 ]        |
| 50 | Salt del Brull                                                             | 30/35m              | Sant Jaume de Llierca, Garrotxa         |        | Normalment sense o amb poca aigua                                                                                  | [ 39 ]        |
| 51 | Salt del Greixot                                                           | 30/35m              | Sant Julià de Cerdanyola, Berguedà      |        | Normalment sense o amb poca aigua                                                                                  |               |
| 52 | Salt d'aigua del Rossinyol                                                 | 30m                 | Bigues i Riells, Vallès Oriental        |        | |               |
| 53 | Salt de la Caula                                                           | 30m                 | Les Escaules, Alt Emprodà               |        | | [ 40 ]        |
| 54 | Salt del Roure                                                             | 30m                 | Olot, Garrotxa                          |        | Normalment amb poca aigua                                                                                          | [ 41 ]        |
| 55 | Cascada de Sant Esperit 42° 33′ 03″ N, 0° 53′ 49″ E / 42.5509°N,0.896933°E | 30m                 | Vall de Boí, Alta Ribagorça             |        | | [ 42 ]        |
| 57 | Salt del Grill                                                             | 30m                 | Queralbs, Ripollès                      |        | Normalment sense o amb poca aigua                                                                                  | [ 43 ]        |
| 58 | Salt de l'Olla                                                             | 30m                 | Hostalets d'en Bas, Garrotxa            |        | Normalment amb poca aigua                                                                                          | [ 44 ]        |
| 59 | Salt del Robert                                                            | 30m                 |                                         |        | Normalment amb poca aigua                                                                                          | [ 45 ]        |
| 60 | Cascada del barranc de la Tinta                                            | 27m                 | Alt Àneu, Pallars Sobirà                |        | | [ 46 ]        |
| 61 | Cascades del Goleró                                                        | 19m-25m-23m-27m     | Rupit, Osona                            |        | Normalment sense o amb poca aigua                                                                                  | [ 47 ]        |
| 62 | Salts del Torrent de la Corba                                              | 17m-18m-24m-27m-25m | Ribes de Freser                         |        | | [ 48 ]        |
| 63 | Salt del Gorg de les Bruixes                                               | 25/30m              | Sant Martí de Llémana, Gironès          |        | | [ 49 ]        |
| 64 | Saut de Molières                                                           | 25/30m              | Viella, Vall d'Aran                     |        | | [ 50 ]        |
| 65 | Salt del Prat                                                              | 25/30m              | Figaró, Vallès Oriental                 |        | Normalment sense o amb poca aigua                                                                                  |               |
| 66 | Bullidor de la Llet                                                        | 20/30m              | Bagà, Berguedà                          |        | | [ 51 ]        |
| 67 | Sauth deth Pish                                                            | 25m                 | Vall de Varradòs, Val d'Aran            |        | | [ 52 ] [ 53 ] |
| 68 | Salt de Can Sala                                                           | 25m                 | Cambrils, Solsonès                      |        | |               |
| 69 | Salt de Pineda                                                             | 25m                 | Pineda de Mar                           |        | |               |
| 70 | Gorg del Salt                                                              | 20/25m              | Sant Jaume de Frontanyà, Berguedà       |        | | [ 54 ]        |
| 71 | Salt de Can Montllor                                                       | 20/25m              | Castellar del Vallès, Vallès Occidental |        | | [ 55 ]        |
| 72 | Salt de Ritort                                                             | 20/25m              | Camprodon, Ripollès                     |        | | [ 56 ]        |
| 73 | Salt del Ventador                                                          | 22m                 | Horta de Sant Joan, Baix Ebre           |        | Normalment sense o amb poca aigua                                                                                  | [ 57 ]        |
| 74 | Cua de caball de Romedo                                                    | 21m                 | Tavascan, Pallars Sobirà                |        | |               |
| 75 | Cascada dels Estanys Gémena                                                | 20m                 | Caldes de Boí, Alta Ribagorça           |        | |               |
| 76 | Salt de Can Montllor                                                       | 20m                 | Sentmenat, Vallès Occidental            |        | Normalment sense o amb poca aigua                                                                                  |               |
| 77 | Salt de la Fou                                                             | 20m                 | Benifallet, Baix Ebre                   |        | Normalment sense o amb poca aigua                                                                                  | [ 58 ]        |
| 78 | Salt de Sotorres                                                           | 20m                 | Horta de Sant Joan, Terra Alta          |        | |               |
| 79 | Molí del Salt                                                              | 15/20m              | Viliella, Lles de Cerdanya              |        | | [ 59 ]        |
| 80 | Salt del Molí                                                              | 15/20m              | Vidrà, Osona                            |        | Normalment amb poca aigua                                                                                          | [ 60 ]        |
| 81 | Salt de la Foradada                                                        | 15/20m              | Cantonigròs, Osona                      |        | Normalment amb poca aigua                                                                                          | [ 61 ]        |
| 82 | Font de la Bordonera                                                       | 15m-15m-18m         | Organyà, Alt Urgell                     |        | Normalment sense o amb poca aigua                                                                                  | [ 62 ]        |
| 83 | Salt del Purgatori                                                         | 17m                 | Centelles, Osona                        |        | Normalment sense aigua                                                                                             | [ 63 ]        |
| 84 | Cascada de Boet                                                            | 17m                 | Àreu, Pallars Sobirà                    |        | | [ 64 ]        |
| 85 | Salt del Cabrit                                                            | 10/15m              | Sant Martí Sescorts, Osona              |        | Normalment sense o amb poca aigua                                                                                  | [ 65 ]        |
| 86 | Toll de l'Olla                                                             | 15m                 | Farena, Tarragona                       |        | Normalment sense aigua                                                                                             | [ 66 ]        |
| 87 | Salt de la Dona d'Aigua                                                    | 15m                 | Arbúcies, La Selva                      |        | Normalment sense o amb poca aigua                                                                                  | [ 67 ]        |
| 88 | Salt de Santa Margarida                                                    | 15m                 | Les Planes d'Hostoles, Garrotxa         |        | Normalment sense o amb poca aigua                                                                                  | [ 68 ]        |
| 89 | Cascada del Barranc de Raspamala                                           | 15m                 | Alós d'Isil, Alt Àneu                   |        | | [ 69 ] [ 70 ] |
| 90 | Cascada de Besiberri                                                       | 12m-8m-7m           | Viella, Vall d'Aran                     |        | | [ 71 ]        |
| 90 | Salt de la Mala Dona                                                       | 15m                 | Canaletes, Anoia                        |        | | [ 72 ]        |
| 91 | Gorg negre                                                                 | 15m                 | Sobremunt, Osona                        |        | | [ 73 ]        |
| 92 | Salt del Diable                                                            | 10/15m              | Gualba, Vallès Oriental                 |        | | [ 74 ]        |
| 92 | Salt de la Nou                                                             | 10/15m              | Arbúcies, Selva                         |        | Normalment sense o amb poca aigua                                                                                  | [ 75 ]        |
| 93 | Salt dels Empedrats                                                        | 10m                 | Bagà, Berguedà                          |        | | [ 76 ]        |
| 94 | Uelhs Deth Joeu                                                            | -                   | Es Bordès, Vall d'Aran                  |        | La cascada més visitada de la Vall d'Aran                                                                          | [ 77 ]        |
| 95 | Cascada dels Teixidors                                                     | -                   | L'esquirol, Osona                       |        | | [ 78 ]        |
| 96 | Font de les Dous                                                           | -                   | Torroelles de Foix, Alt Penedès         |        | | [ 79 ]        |
| 97 | Salt de la Baga Cerdana                                                    | -                   | Monistrol de Calders, Moianès           |        | |               |
| 98 | Salt del Gorg del Mas dels Frares                                          | -                   | La Febró, Baix Camp                     |        | |               |

## Termes

### Cascada
Una cascada és la caiguda d'un curs d'aigua en un desnivell sobtat del terreny: una cinglera, un penya-segat o una falla.

### Salt d'aigua
Un salt d'aigua és una cascada que es caracteritza per ser una caiguda lliure d'aigua, sense la intervenció del terreny. També es considera un salt d'aigua a aquells salts que impacten contra el terreny i tornen a patir una caiguda lliure.

### Gorg
Un gorg és un element geològic en forma de forat creat per la força d'impacte de l'aigua provinent d'un salt d'aigua. Normalment és profund i petit i permet banyar-s'hi. El salt d'aigua i el gorg poden compartir el nom.